# Superstition (Stevie Wonder)
Superstition is een nummer van de Amerikaanse artiest Stevie Wonder. Het stond op zijn album Talking Book uit oktober 1972 en werd in dezelfde periode ook als single uitgebracht. Op de B-kant van de single staat het met Yvonne Wright geschreven nummer You've Got It Bad Girl.
Wonder schreef beide nummers tijdens de tournee ter gelegenheid van zijn vorige album, Music of My Mind uit maart 1972. Het drumritme werd bedacht door Jeff Beck toen hij samen met Wonder in de studio werkte. Wonder wilde aanvankelijk dat Beck het nummer zou opnemen, maar hij liet zich door platenbaas Berry Gordy overtuigen om het zelf op te nemen. Beck kreeg in plaats daarvan het nummer Cause We've Ended As Lovers, dat hij opnam voor zijn album Blow by Blow uit 1975. Hij nam later met Tim Bogert en Carmine Appice alsnog een cover van Superstition op.

## Achtergrond
De plaat werd een hit in een aantal landen. Wonder scoorde met Superstition in thuisland de Verenigde Staten een nummer één-hit in de Billboard Hot 100. In Canada werd de 6e positie bereikt, in het Verenigd Koninkrijk de 11e, in Spanje de 18e en in Duitsland de 21e positie. In Frankrijk behaalde de plaat slechts een 112e positie in de hitlijst. 
In Nederland werd de plaat op zaterdag 20 januari 1973 door de omroepen (behalve de TROS) verkozen tot de 99e Troetelschijf van de week op de nationale publieke popzender Hilversum 3 en werd een hit. De plaat bereikte de 10e positie in de Daverende Dertig / Hilversum 3 Top 30 en de 12e positie in de Nederlandse Top 40 op Radio Veronica.
In België bereikte de plaat de 10e positie in de Vlaamse Radio 2 Top 30 en de 16e positie in de Vlaamse Ultratop 50.
Het muziekblad Rolling Stone plaatste Superstition op de 74ste plaats in een lijst van de vijfhonderd beste liedjes aller tijden.

## Hitnoteringen

### NPO Radio 2 Top 2000
| Nummer met noteringen in de NPO Radio 2 Top 2000 | '99 | '00 | '01  | '02 | '03  | '04 | '05  | '06  | '07  | '08  | '09 | '10 | '11 | '12 | '13 | '14 | '15 | '16 | '17 | '18 | '19 | '20 | '21 | '22 | '23 | '24 |
| ------------------------------------------------ | --- | --- | ---- | --- | ---- | --- | ---- | ---- | ---- | ---- | --- | --- | --- | --- | --- | --- | --- | --- | --- | --- | --- | --- | --- | --- | --- | --- |
| Superstition                                     | 603 | 898 | 1102 | 949 | 1009 | 817 | 1124 | 1101 | 1188 | 1047 | 786 | 561 | 485 | 590 | 411 | 525 | 546 | 447 | 508 | 491 | 592 | 559 | 636 | 733 | 834 | 807 |

1. ↑  Een vetgedrukt getal geeft de hoogste notering aan.